# Forest Ray Moulton
Forest Ray Moulton   (Le Roy, 29 d'abril de 1872 - Wilmette, 7 de desembre de 1952) va ser un astrònom i matemàtic nord-americà.

## Vida i obra
Moulton va néixer en una cabana del bosc, construïda pel seu pare, un veterà de la Guerra Civil americana que havia rebut 65 Ha a Michigan. No va ser escolaritzat fins al 1892, any en el qual va ingressar en el Albion College d'Albion (Michigan). A partir de 1895 va fer els seus estudis universitaris a la universitat de Chicago, en la qual va obtenir el doctorat el 1899.
Després de doctorar-se, va ser professor a la pròpia universitat, primer associat, a partir de 1912, titular. Va dirigir el departament d'astronomia de la universitat fins que es va retirar el 1926. En els seus primers anys de professor, va ser invitat pel catedràtic de geologia, Thomas Chrowder Chamberlin, a participar en una investigació sobre l'origen de la Terra. D'aquest projecte va sorgir la teoria planetesimal, que és una versió renovada de la teoria nebular de Laplace sobre la formació dels planetes. Per si sola, no explica suficientment la formació de planetes, però, juntament amb altres, és a la base de les teories actuals sobre el tema.
Durant els anys de la Primera Guerra Mundial va ser destinat per l'exèrcit a Fort Sill (Oklahoma) per millorar els estudis de balística de l'artilleria. Des d'aquest destí va insistir en l'establiment dels fonaments lògics d'aquesta disciplina, provocant un avenç substancial de la mateixa.
El 1926, en deixar la universitat, va passar a ser director de la companyia elèctrica de Chicago, càrrec que va mantenir fins al 1937. En aquest any va ser nomenat secretari permanent de l'Associació americana per l'avanç de la ciència. Es va jubilar definitivament el 1948.
Entre els seus llibres més coneguts es compten: An Introduction to Celestial Mechanics (1902), The Nature of the World and Man
(1926) i Consider the Heavens (1935). Moulton va ser un divulgador molt actiu; va ser el primer científic en tenir un programa radiofònic d'audiència significativa.